# Jordan Lake
Jordan Lake är en sjö i Kanada.   Den ligger i provinsen Nova Scotia, i den sydöstra delen av landet, 800 km öster om huvudstaden Ottawa. Jordan Lake ligger 89 meter över havet.
I omgivningarna runt Jordan Lake växer i huvudsak blandskog. Runt Jordan Lake är det mycket glesbefolkat, med 2 invånare per kvadratkilometer.